# Houyhnhnm
Los houyhnhnm son unos seres fantásticos en la novela Viajes de Gulliver, de Jonathan Swift.

## Características

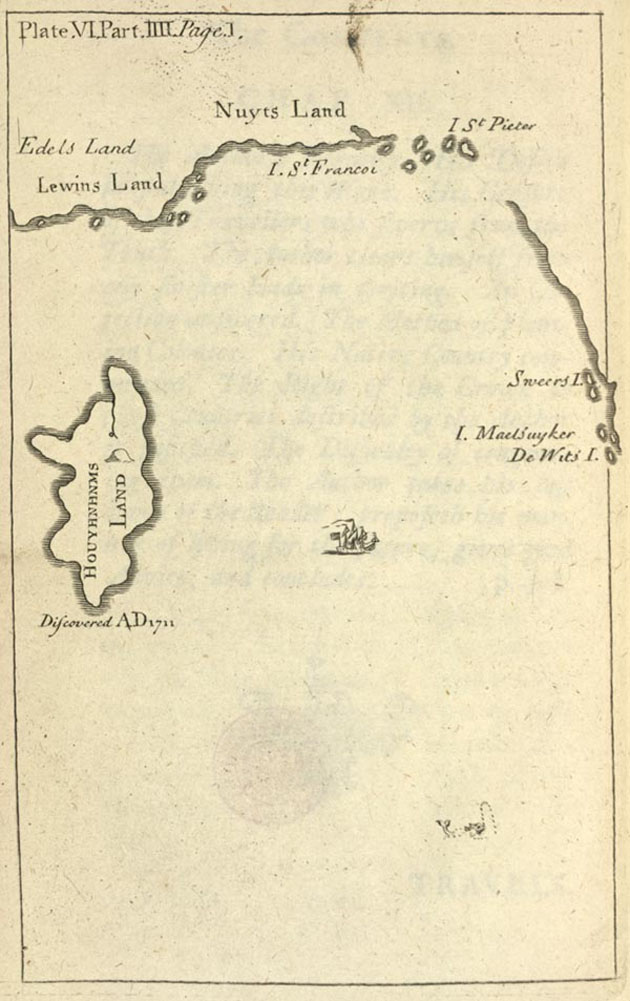
Mapa de la isla. Anterior a 1726. Hermann Moll.

Los Houyhnhnms (/ˈhuːɪnəms/) son en apariencia iguales a un caballo común. Sin embargo, estas maravillosas criaturas poseen un manejo de la razón sorprendente y, a diferencia del ser humano, carecen absolutamente de instinto, o por lo menos han conseguido someterlo totalmente a la razón. 
Viven en una vasta isla cerca de Nueva Holanda (la actual Australia ). El país de los Houyhnhnm es el último capítulo de la novela y tal vez el más diferente. Si en los anteriores se divagaba acerca de los vicios y defectos de las sociedades europeas, este último capítulo lanza una mirada hacia la naturaleza y la condición humana, dado el desprecio que el propio Gulliver acaba profesando por sus semejantes.
Los Houyhnhnms conviven con los yahoo, que vendrían a ser una especie de seres humanos involucionada y carente del nivel intelectual de estos últimos. Se cuenta que su fuerza y características físicas son notablemente diferentes a las del ser humano. Los Yahoo poseen todos los vicios que, a juicio de Jonathan Swift, representan al ser humano, tales como la avaricia, el egoísmo, el vicio y la agresividad en orden a establecer su defensa personal. Los Houyhnhnms utilizan a los Yahoo como sirvientes, y los crían bajo su potestad pese a que los consideran seres netamente inferiores y francamente repugnantes. Los Houyhnhnms no conocen la palabra "mentira" dado que su total sumisión a la razón les impide decir lo que ellos llaman "la cosa que no es". Para ellos, el mero hecho de mentir es contrario a la razón. Podría decirse que el apego estricto a la razón de los Houynhnms se asemeja a la visión del filósofo griego Parménides. Por medio de la caracterización de un animal por completo racional, parece estarse criticando la definición de lo humano que había dado Aristóteles. Swift concuerda con esa idea en una carta a Alexander Pope en la que señala que ha escrito un tratado que comprueba que el ser humano no es Animal racional, sino a lo sumo "ratione capax" o "capaz de razón".
Tal vez para concluir con las críticas en los capítulos anteriores, este último viene a decir que todo aquello que se achaca a la sociedad proviene de la individualidad humana.